# Chamaesphecia lemur
Chamaesphecia lemur is een vlinder uit de familie wespvlinders (Sesiidae), onderfamilie Sesiinae.
De wetenschappelijke naam van de soort is voor het eerst geldig gepubliceerd door Le Cerf in 1957. De soort komt voor in het Afrotropisch gebied.